# Власов, Павел Семёнович
Па́вел Семёнович Вла́сов (8 [21] сентября 1901 года — 18 июня 1987 года) — деятель советской промышленности, Герой Социалистического Труда.

## Биография
Родился 21 сентября 1901 года в городе Кыштыме (ныне Челябинская область) в семье рабочих. Учился в народной школе в городе Карабаш. С 1916 года — подкатчик леса на лесопилке, с 1918 года молотобоец доменного цеха Кыштымского чугуноделательного завода.
С 1920 по 1923 год — студент рабфака Уральского индустриального института. В 1929 году окончил Уральский индустриальный институт по специальности инженер-металлург.
С 1930 по 1934 год — ассистент кафедры теории металлургических процессов, затем инженер-исследователь в Свердловском институте цветных металлов. С 1934 года — главный инженер строительства, а после пуска завода в 1939 году — директор Карабашского мышьякового завода (Челябинская область).
С 1946 года — директор Карабашского медеплавильного завода Министерства цветной металлургии СССР.
Вскоре Власов был направлен на работу в атомную отрасль СССР. С 1951 года — заместитель начальника завода «Б» Южно-Уральской конторы Главстройнадзора в городе Челябинск-40 (сейчас это комбинат «Маяк» в городе Озёрск (Челябинская область)). В 1953 году Власов стал директором предприятия п/я 38 в городе Глазове.
В октябре 1956 года Власов занял должность директора Государственного союзного завода 250 (затем — п/я 80,а сейчас — Новосибирский завод химконцентратов).
Техническая политика, проводимая Павлом Семёновичем, была направлена на совершенствование действовавших, разработку и внедрение совершенно новых технологических схем и оборудования на основе последних достижений науки и техники, повышения эффективности и безопасности производства, роста производительности труда, лучшего использования имеющихся производственных мощностей и повышения качества продукции.
Под его личным руководством была проведена обширная реконструкция всех производств завода и создан ряд крупных производств. Благодаря инициативам и настойчивости П. С. Власова в Новосибирске шло строительство на жилом массиве Красная горка, были построены такие объекты массовой культуры, как Ледовый дворец спорта «Сибирь», Дом культуры имени Горького, бассейн «Нептун» и клуб «Отдых», была создана 25-я медсанчасть, оборудованная по последнему слову техники, обслуживающая не только работников завода, но и жителей близлежащего района, построены школы, магазины. Благодаря усилиям Власова в октябре 1980 года в Новосибирске появился даже отдельный Калининский район. Власов также стал одним из основателей хоккейной команды «Сибирь».
Указом Президиума Верховного Совета СССР от 26 апреля 1971 года за успешное выполнение заданий восьмой пятилетки директору Новосибирского предприятия п/я 80 Власову было присвоено звание Героя Социалистического Труда.
На пенсию Власов ушёл в апреле 1975 года. Он неоднократно избирался депутатом областного и городского Совета, депутатом Дзержинского райсовета, членом Новосибирского обкома, горкома КПСС, парткома завода. Жил в Новосибирске.
Умер Павел Семёнович 18 июня 1987 года. Похоронен на Заельцовском кладбище Новосибирска.

## Награды и почётные звания
- Медаль «Серп и Молот»
- 2 Ордена Ленина (1954, 1971)
- 5 Орденов Трудового Красного Знамени (1939, 1951, 1956, 1962, 1966)
- Медаль «За трудовое отличие» (1949)
- Медаль «Ветеран труда» (1975)
- Значок «Отличнику здравоохранения» (СССР) (1964)
- Отличник народного просвещения (1967)
- другие награды

## Память
- В Новосибирске на территории Муниципальной больницы № 25 именем героя названа улица.
- В честь Власова назван сквер вблизи дома на улице Богдана Хмельницкого, где жил, в сквере установлена стела с его барельефом и краткой биографией.